# Fake It
Fake It is een nummer van de Britse band Bastille. Het werd uitgebracht op 27 juli 2016 en is een van de nummers op het album Wild World.

## Muziekvideo
Op 19 augustus werd er een muziekvideo op YouTube geplaatst voor dit nummer. Dit duurt 4 minuten en 11 seconden. De hoofdrolspeler is Simon Hepworth, die een politicus speelt.